# Anetz
Anetz je francouzská obec v departementu Loire-Atlantique, v regionu Pays de la Loire. V roce 2011 zde žilo 1 944 obyvatel. Leží u řeky Loiry.

## Sousední obce
Ancenis, Bouzillé, Liré, Le Marillais, Saint-Herblon, Varades

## Vývoj počtu obyvatel
Počet obyvatel 